# Forge à mi-chaud
La forge à mi-chaud ou forgeage à mi-chaud est le procédé par lequel on obtient la déformation d'une pièce avec chauffage préalable,.
Ce procédé est apparenté à la forge à froid.

## Domaines d’application
Comme pour la forge à froid, le coût des outillages (matrice, poinçon) et les machines très robustes imposent un usage orienté pour la très grande fabrication en série, principalement dans le domaine de l’automobile.

## Types de pièces
La forge à mi-chaud est utilisée pour l’obtention de formes plus complexes et/ou quand les teneurs en carbone et en éléments d’alliages de l’acier atteignent des taux élevés. Du fait de l’influence de la température sur la plasticité de la matière, celle-ci devient alors plus « déformable ».

## Types d’installations
Bien qu'apparenté au forgeage à froid, la forge à mi-chaud nécessite des moyens plus complexes (préparation du lopin, chauffage du lopin par induction, refroidissement des outillages…).

## Avantages
Très proche du forgeage à froid, les avantages sont identiques (précision, état de surface, écrouissage).